# La Ventilla, Veracruz
La Ventilla är en ort i Mexiko.   Den ligger i kommunen Altotonga och delstaten Veracruz, i den sydöstra delen av landet, 210 km öster om huvudstaden Mexico City. La Ventilla ligger 1 957 meter över havet och antalet invånare är 461.
Terrängen runt La Ventilla är kuperad åt nordväst, men åt sydost är den bergig. Runt La Ventilla är det ganska tätbefolkat, med 108 invånare per kvadratkilometer. Närmaste större samhälle är Teziutlan, 19,5 km väster om La Ventilla. I omgivningarna runt La Ventilla växer i huvudsak blandskog.